# Fridericia patellifera
Fridericia patellifera là một loài thực vật có hoa trong họ Chùm ớt. Loài này được (Schltdl.) L.G.Lohmann mô tả khoa học đầu tiên năm 2010.